# Hội đồng nghiệp Công nhân Điện Quốc tế
Hội đồng nghiệp Công nhân Điện Quốc tế (Tiếng Anh: International Brotherhood of Electrical Workers, viết tắt là hay IBEW) là một Công đoàn đại diện cho khoảng 775 nghìn công nhân đang làm việc hoặc đã nghỉ hưu trong các ngành công nghiệp điện năng, với quy mô trên khắp Hoa Kỳ, Canada, Guam, Panama, Puerto Rico, và Quần đảo Virgin thuộc Mỹ. Đặc biệt là thợ điện trong các ngành xây dựng và hệ thống điện công cộng. Công đoàn này cũng đại diện cho lực lượng lao động trong ngành công nghiệp máy tính, viễn thông, truyền hình cũng như lực lượng lao động trong tất cả các ngành khác liên quan đến điện năng.

## Tổng quan

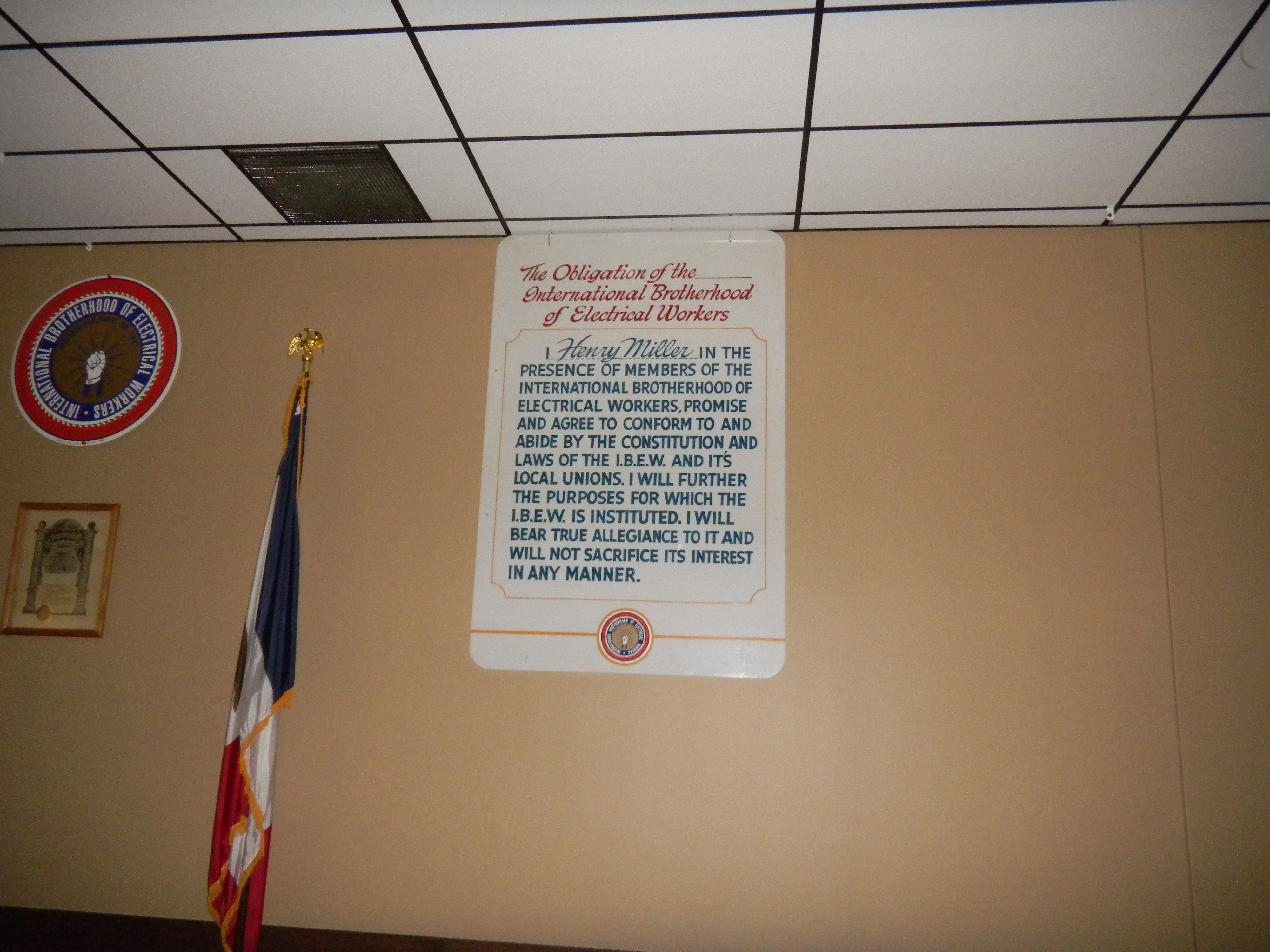
Điều lệ IBEW tại Hội trường Local 40, thành phố Cedar Rapids, Iowa

Tổ chức mà sau này là Hội đồng nghiệp Công nhân Điện Quốc tế được thành lập vào năm 1891, hai năm trước khi George Westinghouse giành chiến thắng trong Cuộc chiến dòng điện bằng cách thắp sáng Triển lãm Thế giới Columbia ở Chicago bằng dòng điện xoay chiều, và trước khi các gia đình và cơ sở kinh doanh ở Hoa Kỳ bắt đầu nhận được điện . Đây là một tổ chức quốc tế, dựa trên nguyên tắc thương lượng tập thể. Chủ tịch quốc tế của nó là Kenneth W. Cooper.
Ban đầu IBEW thuộc Công đoàn Thợ dây và Thợ sửa Điện, sáng lập tại St. Louis, bang Missouri vào năm 1890. Cho tới năm 1891, sau khi ý tưởng về việc thành lập một công đoàn toàn quốc đã được hưởng ứng rộng rãi, một hội nghị được tổ chức vào ngày 21 tháng 11 năm 1891 tại St. Louis. Tại hội nghị, IBEW khi đó là Hội anh em Công nhân Điện Quốc gia (Tiếng Anh: National Brotherhood of Electrical Workers, NBEW), đã chính thức được thành lập. Liên đoàn Lao động Hoa Kỳ đã trao cho NBEW điều lệ cùng tư cách thành viên vào ngày 7 tháng 12, 1891. Tạp chí chính thức của công đoàn, The Electrical Worker, được xuất bản lần đầu vào ngày 15 tháng 1 năm 1893 và vẫn được phát hành cho đến nay. Tại hội nghị năm 1899 ở Pittsburgh, bang Pennsylvania, công đoàn đã chính thức đổi tên thành Hội đồng nghiệp Công nhân Điện Quốc tế cho đến nay.
Công đoàn đã trải qua thời kỳ khó khăn trong những năm đầu thành lập, sau đó phải vật lộn trải qua sáu năm phân ly nôi bộ trong thập niên 1910, khi có hai phe đối địch nhau đều cho rằng bản thân được bầu ra làm lãnh đạo Công đoàn một cách hợp lệ. Vào năm 1919, nhiều công ty sử dụng lao động đã thực hiện một chiến dịch nhằm cố gắng tách các công đoàn lao động ra khỏi môi trường làm việc, công đoàn nhất trí thành lập Hội đồng Quan hệ Lao động, một cơ quan lưỡng đảng bao gồm số lượng ngang nhau các đại diện bộ phận quản lý và bộ phận công đoàn có quyền giải quyết mọi tranh chấp thương lượng tập thể. Cơ quan đó vẫn hoạt động cho đến ngày nay và đã giải quyết phần lớn các cuộc đình công thuộc thẩm quyền của IBEW trong ngành xây dựng.
Vào tháng 9 năm 1941, IBEW, Hiệp hội Nhà thầu điện Quốc gia và Ủy ban Liên bang về Đào tạo nghề đã chung tay lập nên Tiêu chuẩn Đào tạo nghề Quốc gia cho Ngành xây dựng Điện lực. IBEW cũng đã bổ sung thêm các chương trình và khóa đào tạo bổ sung khi cần thiết cho các công nhân cần theo kịp các công nghệ mới, bao gồm ngành công nghiệp điện tử vào năm 1959 và một khóa học vê năng lượng hạt nhân vào năm 1966.
Hiện nay, IBEW vẫn tổ chức các khóa dạy nghề thợ điện, thợ đi dây và công nhân VDV (thoại, dữ liệu và video) (những người lắp đặt hệ thống dây điện hạ thế như mạng máy tính), phối hợp với Hiệp hội Nhà thầu Điện Quốc gia, dưới sự bảo trợ của Ủy ban Liên hợp Dạy nghề và Đào tạo Quốc gia (NJATC), cho phép người học việc có thu nhập khi "vừa làm vừa học."Tại các khu vực pháp lý của Canada, IBEW không cung cấp chương trình đào tạo học nghề nhưng tiến hành đào tạo bổ sung cho những người học nghề do chính phủ đào tạo, thường với chi phí thấp hoặc miễn phí hoàn toàn. Điều lệ 353 IBEW Toronto yêu cầu tất cả người học việc phải đăng ký với JAC (Hội đồng Dạy nghề Chung) cho một số khóa học về an toàn, huấn luyện trước khi học nghề, các khóa học dự bị tại trường dạy nghề, huấn luyện bổ sung và các khóa học trước kỳ thi.
Số thành viên của IBEW đạt đỉnh điểm vào năm 1972 với khoảng 1 triệu thành viên. Số lượng thành viên giảm dần trong suốt thập niên 1970 và 1980, nhưng sau đó đã ổn định. Một sự kiện khiến số lượng thành viên IBEW sụt giảm nghiêm trọng là khi tòa án yêu cầu giải thể các bộ phận Công đoàn tại AT&T (Tập đoàn Điện thoại & Điện báo Hoa Kỳ) vào cuối năm 1982, khi đó IBEW được tổ chức chặt chẽ trong nội bộ nhân viên và trong các cơ sở sản xuất của AT&T. Năm 1988, 30% công trình xây dựng ở Mỹ được tổ chức theo công đoàn và IBEW chiếm 40% công trình xây dựng liên quan đến điện.  Theo trang web chính thức của Công đoàn, số thành viên tính đến năm 2020 là khoảng 775.000.
IBEW cũng hỗ trợ việc xây dựng các nhà máy điện hạt nhân mới ở Hoa Kỳ.